# Kościół Matki Bożej Wspomożenia Wiernych w Tychowie
Kościół Matki Bożej Wspomożenia Wiernych w Tychowie – rzymskokatolicki kościół parafialny należący do dekanatu Białogard, diecezji koszalińsko-kołobrzeskiej, metropolii szczecińsko-kamieńskiej, zlokalizowany w Tychowie, w powiecie białogardzkim, w województwie zachodniopomorskim.

## Historia

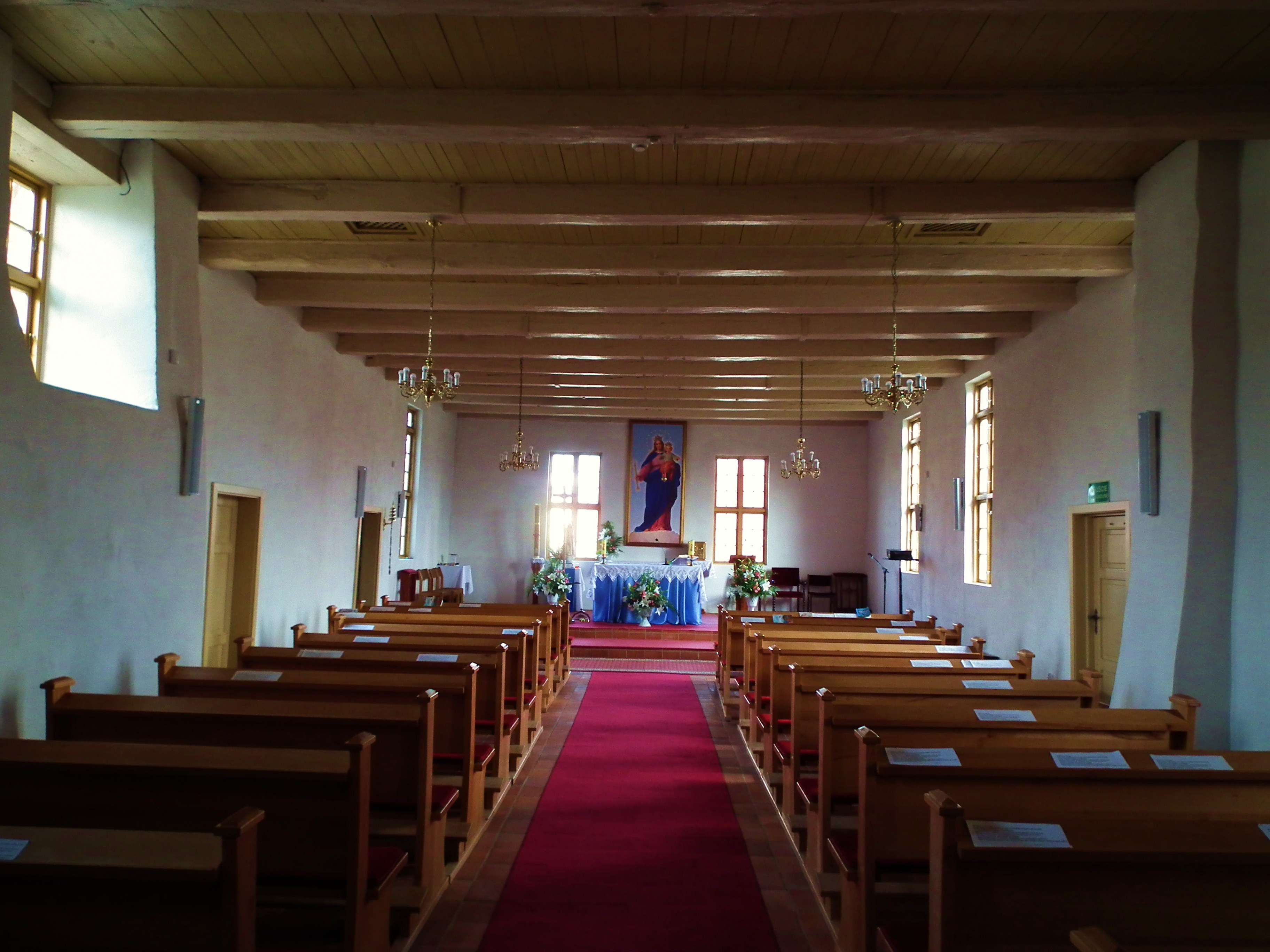
Wnętrze z ołtarzem

Jest to najstarsza budowla w mieście, została wzniesiona w średniowieczu pod koniec XV stulecia, ufundowali ją ówcześni właściciele wsi - obecnie miasta – rody von Kleistów i von Versenów. Świątynia została zbudowana z polnego kamienia i cegły.  
W 1830 roku nawa budowli została przedłużona w stronę wschodnią poprzez dobudowanie ścian o konstrukcji szachulcowej z tzw. „pruskiego muru”. Zmieniona została wtedy cała konstrukcja dachowa i wybudowana została wieża, zostały wykute również nowe otwory okienne na wysokości drugiej kondygnacji w północnej murowanej fasadzie.  
W 1859 roku została dobudowana do elewacji południowej korpusu świątyni neorenesansowa kaplica mieszcząca lożę kolatorską dla ówczesnych właścicieli wsi i patronów świątyni z kryptą grobową w podziemiu. Wejście do kaplicy zostało umieszczone w elewacji południowej świątyni, do krypty wchodziło się od strony nawy. W 1870 roku spalona została górna część wieży razem z hełmem – przyczyny pożaru nie zostały poznane.  
Bardzo szybko, bo już w 1871 roku, wieża została odbudowana. Obecny hełm jest dwukondygnacyjny z latarnią, nakryty blachą cynkową, zwieńczony krzyżem z chorągiewką usytuowanym na kuli. Na chorągiewce została wyryta data pożaru. Na początku ubiegłego stulecia wieża została wzmocniona konstrukcją stalową. Dawniej w wieży były umieszczone trzy dzwony, podczas I Wojny Światowej dwa z nich zostały zdjęte i przeznaczone na cele militarne, o wyborze zdecydowała zapewne jakość stopu. Ocalał dzwon z końca XIX stulecia, odlany w 1893 roku. Dwa nowe dzwony zainstalowano pod koniec lat 20. XX wieku.

## Wyposażenie
We wnętrzu znajdują się m.in.:

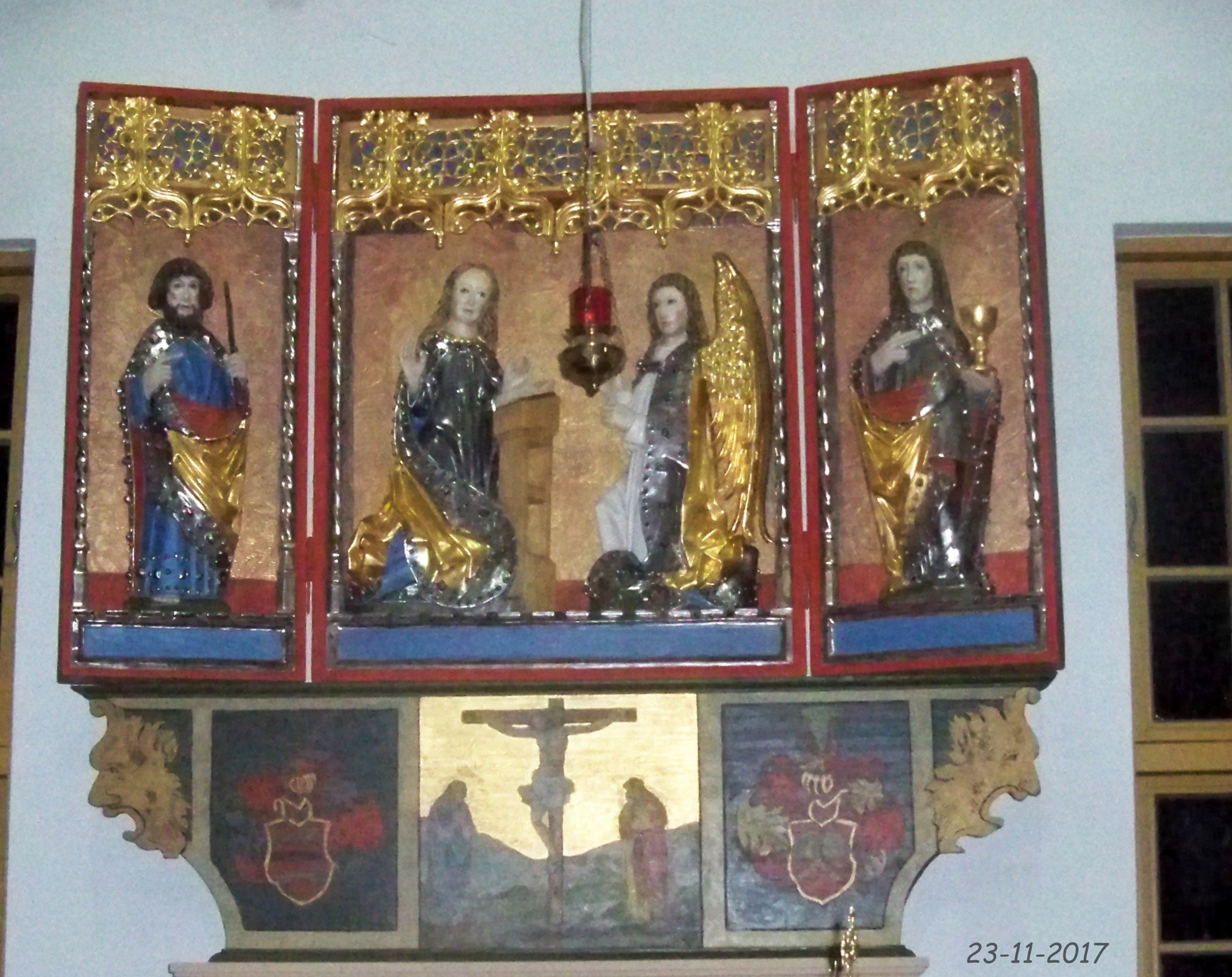
Tryptyk z Tychowa po renowacji w 2017 r.

- Gotycki tryptyk przedstawiający Zwiastowanie Najświętszej Maryi Panny, przeniesiony w 1976 z kościoła filialnego w Starym Dębnie. Został on wykonany z drewna na Pomorzu na początku XVI stulecia.
- W predelli, młodszej o około 100 lat od tryptyku, są umieszczone herby rodów von Kleist po lewej i von Heidebrecków prawej stronie.
- Na południowej ścianie jest umieszczony krucyfiks w stylu barokowym z XVIII stulecia – został wykonany przez nieznanego z nazwiska rzeźbiarza ludowego.
- W bocznej kaplicy Św. Józefa jest umieszczona duża tablica nagrobna z 1679 Elizabeth Zeidler, wykonana z drewna, w kształcie elipsy, malowana temperowymi farbami.
- Organy zostały wykonane w 1936 przez firmę Reinhold Heinze Kołobrzeg Stralsund, a przebudowane zostały w 1969 roku[3].